# كارولين هندرسون (صحفية)
كارولين هندرسون (بالإنجليزية: Caroline Henderson)‏ هي صحفية بريطانية، ولدت في 14 مايو 1985.